# Santinezia arthrocentrica
Santinezia arthrocentrica is een hooiwagen uit de familie Cranaidae.